# Phradis rufiventris
Phradis rufiventris är en stekelart som beskrevs av Horstmann 1981. Phradis rufiventris ingår i släktet Phradis och familjen brokparasitsteklar. Inga underarter finns listade i Catalogue of Life.